# Сплюшка цейлонська
Сплюшка цейлонська (Otus thilohoffmanni) — вид совоподібних птахів родини совових (Strigidae). Ендемік Шрі-Ланки.

## Історія
Цейлонська сплюшка була відкрита ланкійським орнітологом Діпалом Варакаґодою, який почув в лісах біля Кітулгали крик невідомого виду сови. 23 січня 2001 року в Національному парку Сінхараджа він нарешті знайшов цейлонську сплюшку, яку описав як новий вид у 2004 році. Цей вид став першим новим видом, знайденим на Шрі-Ланці після відкриття цейлонської аренги у 1868 році.

## Опис
Довжина птаха становить 16,5 см, довжина крила 128-140 мм, довжина хвоста 63-66 мм. Забарвлення переважно рудувате, поцятковане невеликими чорними плямками. Нижня частина тіла дещо світліша, на животі і гузці плямки відсутні. Лицевий диск слабо виражений, над очима білуваті "брови". Райдужки жовті або оранжеві, лапи оперені менш, ніж на половину їх довжини.

## Поширення і екологія
Цейлонські сплюшки живуть у вологих рівнинних тропічних лісах з густим підліском на південному заході Шрі-Ланки. Зустрічаються на висоті від 50 до 300 м над рівнем моря. Живляться метеликами, жуками та іншими комахами. Гніздяться в дуплах дерев.

## Збереження
МСОП класифікує цей вид як такий, що перебуває під загрозою зникнення. За оцінками дослідників, популяція цейлонських сплюшок становить від 250 до 1000 птахів. Їм загрожує знищення природного середовища.

## В культурі
Цейлонська сплюшка зображена на купюрі номіналом 20 Шрі-Ланкійських рупій (серія 2010 року).